# 特拉揚鄉 (奧爾特縣)

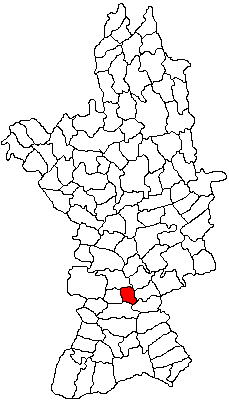

44°02′N 24°28′E / 44.033°N 24.467°E
特拉揚鄉（羅馬尼亞語：Comuna Traian, Olt），是羅馬尼亞的鄉份，位於該國南部，由奧爾特縣負責管轄，處於布加勒斯特以西140公里，每年平均降雨量895毫米，海拔高度76米，2007年人口3,367。
根據 2011 年的人口普查，特拉揚鄉的人口為 3,264 人，低於 2002 年上次人口普查時登記的 3,480 人。大多數居民是羅馬尼亞人（95.56%）。 從宗教的角度來看，大多數居民信奉東正教（95.62％）。